# Syngrapha rilaecacuminum
Syngrapha rilaecacuminum is een vlinder uit de familie uilen (Noctuidae). De wetenschappelijke naam is voor het eerst geldig gepubliceerd in 1992 door Varga & L. Ronkay.
De soort komt voor in Europa.